# Den stora svälten på Irland

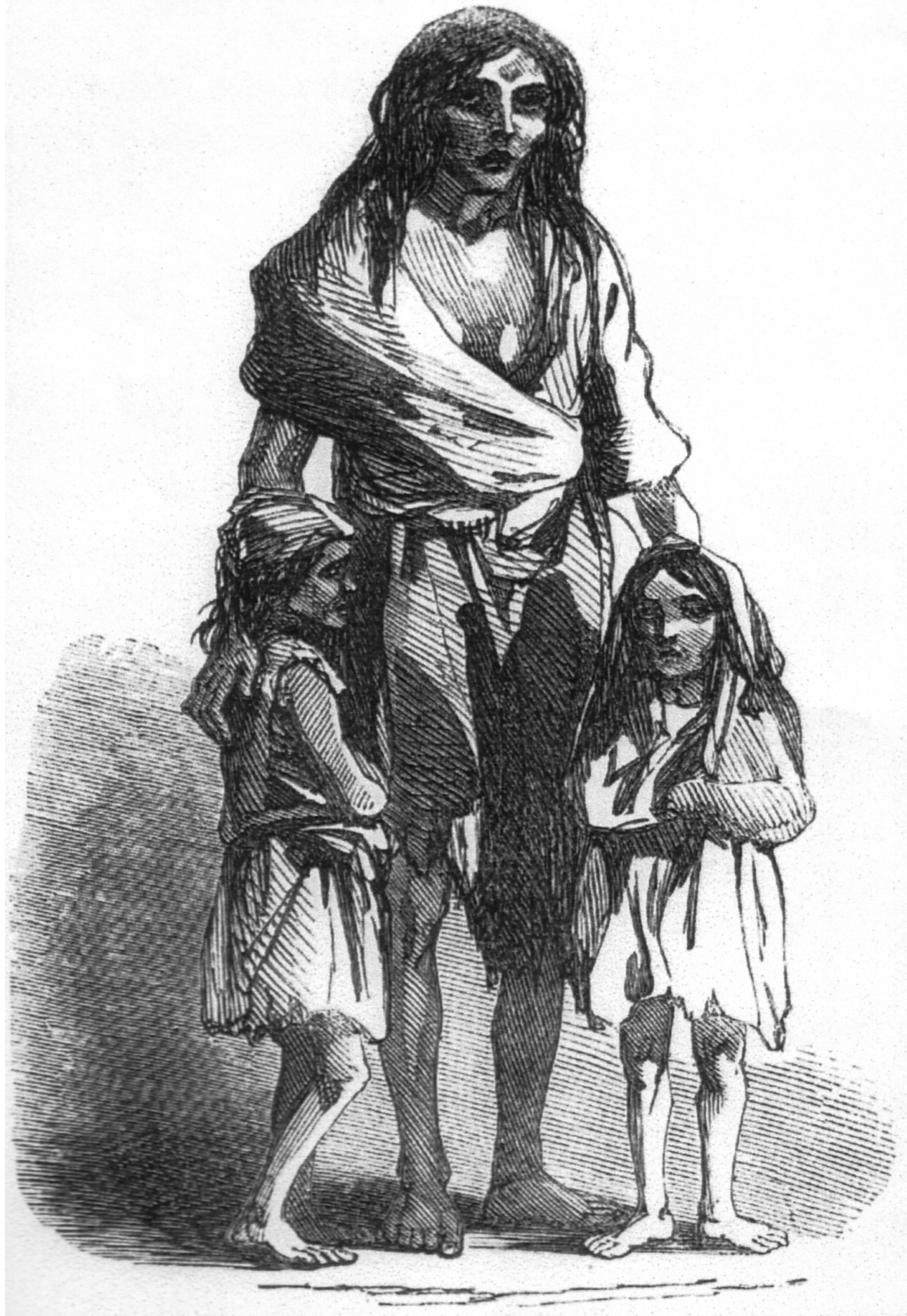
Bild föreställande Bridget O'Donnel. Publicerad i Illustrated London News, 22 december 1849.

Den stora svälten på Irland (iriska: an Gorta Mór; engelska: Great Irish Famine) mellan 1845 och 1852 orsakades delvis av oomyceten Phytopthora infestans (potatispest). Potatisen blev angripen av en svamp som förgiftade den. En effekt av hungersnöden som följde var en massiv emigration till Amerika och framförallt till New York.
Potatispesten spred sig även till övriga Europa, men fick inte samma förödande resultat som på Irland då befolkningen i övriga Europa hade fler valmöjligheter i sitt födointag. Befolkningen på Irland var i mycket större utsträckning beroende av potatis jämfört med övriga europeiska länder, trots att Irlands bönder odlade många andra grödor och Irland var en av de största exportörerna av mejeriprodukter i Europa. Väldigt många av de irländska bönderna var tvungna att betala orimliga hyror för sina arrenderade marker och när potatispesten förstörde deras basföda fanns det ingen buffert för att betala hyror. Bönderna tvingades lämna sina hem och mark och miljontals svalt vid sidan av vägen eller flydde landet helt.
Problemet på Irland var inte en generell brist på mat, utan att de fattiga inte hade råd att köpa den mat som fanns. Mycket stora mängder mat exporterades från Irland under svälten.

## Bakgrund
Majoriteten av marken på Irland ägdes av engelsmän. Britterna hade infört strafflagar på Irland som gjorde det olagligt för katolska irländare att äga eller hyra ut mark, rösta, eller inneha politiskt ämbete. Irländska protestanter agerade mellanhand genom att hyra delar av den brittiskt ägda marken och delade upp den i ännu mindre jordlotter för att hyra ut till katoliker. Trots att strafflagarna avskaffades 1829 levde effekterna av lagarna kvar. Majoriteten av markägarna var fortfarande britter vid svälten och många irländare tvingades fortfarande betala höga hyror för att ha tillgång till en bit land för att odla mat. Andra fattiga irländare utförde arbete på hyresvärdens mark, som till exempel att hjälpa till vid skörden, och i utbyte tilläts de använda en liten del av marken för att odla potatis som lön.
Potatisen blev en viktig gröda på Irland eftersom den var näringsrik, lätt att odla i den irländska jorden och generade stor skörd. En acre (0.4 hektar) var tillräckligt för att producera 6-12 ton potatis vilket var tillräckligt för att föda en familj och en mindre mängd boskap. I början av 1800-talet levde en tredjedel av Irlands befolkning nästan helt på potatis. En manlig irländsk jordbrukare åt mellan 10 och 14 skålpund potatis per dag (4.5 till 6.3 kg) tillsammans med mjölk. I vissa fall användes en andel av potatisskörden som en form av betalning för hyran.

## Potatispesten

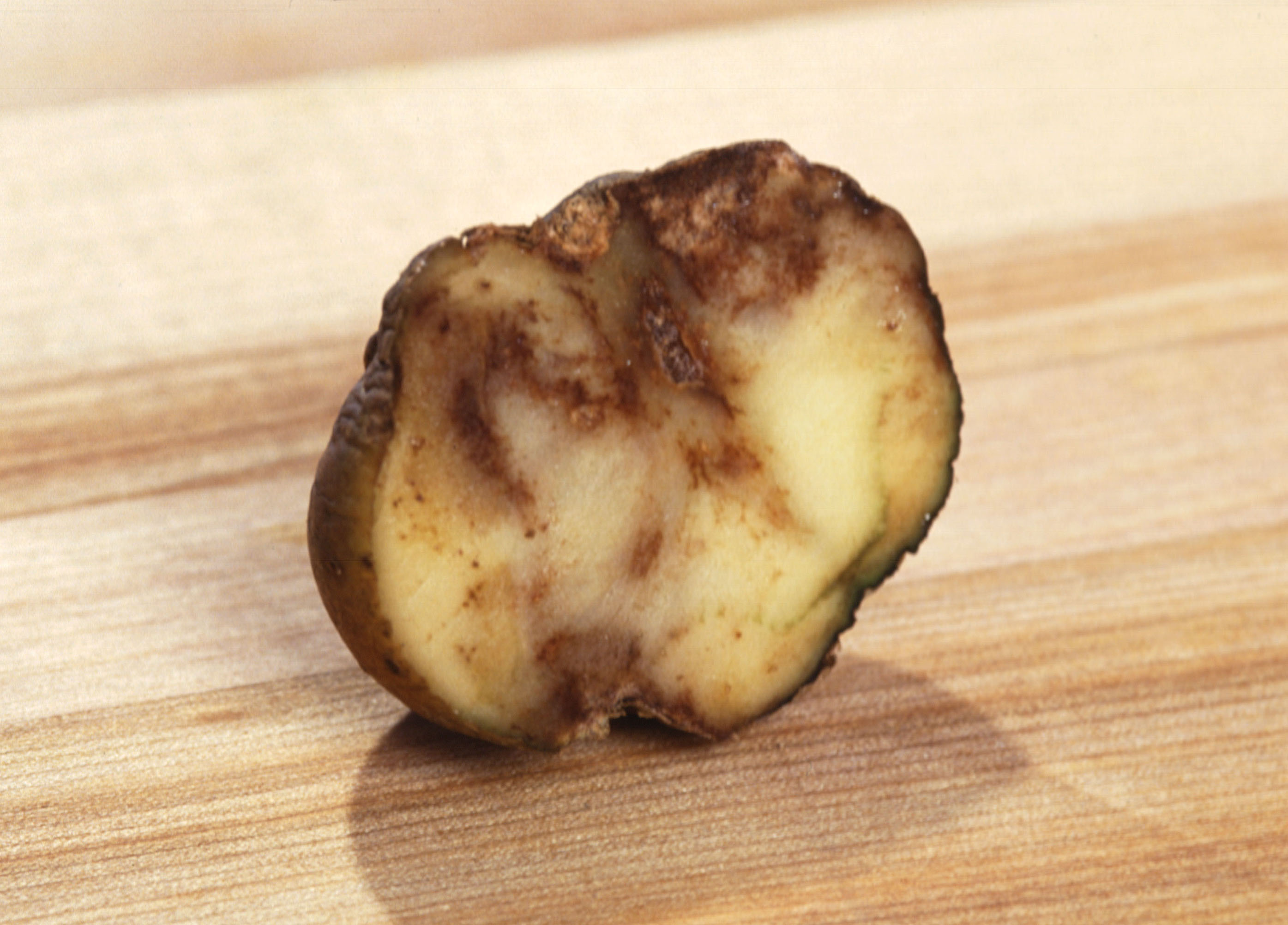
Potatis som angripits av Phytophthora infestans vanligtvis kallad potatispest.

Den stora svälten orsakades av Phytophthora infestans, en luftburen parasitisk organism som liknar alger, som angriper potatisen  och får den att ruttna. 1844 kom rapporter från USA att potatisgrödor hade drabbats av en tidigare okänd potatispest. Pesten spreds till Europa via handeln av sättpotatis och nådde Flandern i juni 1845. Därifrån spred den sig snabbt genom övriga Europa inklusive Irland. I början av augusti 1845 fick Storbritanniens premiärminister Sir Robert Peel ett meddelande från Isle of Wight om att potatispesten hade upptäckts på ön.
När potatisskörden i Irland började i oktober samma år upptäcktes förödelsen. Pesten fick potatisen att mögla och ruttna bara några dagar efter skörden, oavsett hur potatisen förvarades eller behandlades. I det första skedet av den misslyckade potatisskörden fanns det inte en brist på potatis, utan ett överflöd eftersom desperata irländare försökte sälja potatisen innan den ruttnade i hopp om att få in pengar för överlevnad.
Under svältens första år 1845 hade vissa delar av Irland skonats från potatispesten, speciellt västra Irland. Nästa år 1846 var förstörelsen total. 1845 smittades potatisarna först efter de hade grävts upp ur marken. 1846 var i jämförelse ett mycket regnigare år, vilket gjorde att sporerna transporterades från blasten ned i jorden till potatisarna med hjälp av regnvattnet och potatisarna började ruttna innan de skördats. Stanken av ruttnande potatisväxter hängde i luften över landsbygden. Enligt överste Knox Gore "Från Mullingar till Maynooth varenda åker var svart." I Longford, Galway, King’s County, Westmeath och County Dublin var varenda potatis drabbad.
Skörden 1847 var fri från potatispest, men eftersom för liten mängd potatis planterats fortsatte svälten under året. Hoppet om att potatispesten var över krossades 1848 då den återkom med samma stora spridning som 1846.

## Osmansk nödhjälp
År 1845 hörde den osmanske sultanen Abd ül-Mecid I talas om den stora hungersnöd som drabbat Irland. Han bestämde sig för att donera 10 000 pund till det irländska folket. När drottning Victoria fick höra om detta protesterade hon och krävde att sultanen bara skulle skicka 1 000 pund eftersom hon själv hade skickat 2 000 pund. Sultanen skickade 1 000 pund men skickade även tre (i vissa källor fem) skepp fulla med mat och förnödenheter till landet. De osmanska skeppen närmade sig Dublins hamn, men de engelska myndigheterna tillät dem inte att angöra. De osmanska sjömännen fortsatte att segla norrut och kunde till slut i hemlighet lasta av förnödenheterna i den irländska staden Drogheda.